# Tom Koekoek
Tom Koekoek (16 juni 1988) is een Nederlands voetbalscheidsrechter. Hij is in dienst van de KNVB en leidt voornamelijk wedstrijden in de Jupiler League.
Op 1 februari 2013 leidde Koekoek zijn eerste professionele wedstrijd op het tweede niveau. De wedstrijd tussen FC Eindhoven en SBV Excelsior eindigde in een 1-1 gelijkspel. Koekoek deelde vier gele kaarten uit, waarvan twee aan dezelfde speler, en daarnaast gaf hij ook nog eenmaal rood. Het seizoen 2012/13 sloot hij af met de volgende getallen: hij was scheidsrechter in vier competitiewedstrijden en gaf daarin elfmaal een gele kaart. Dat komt neer op een gemiddelde van 2,8 gele kaarten per wedstrijd.
In mei 2015 werd bekend dat Koekoek met ingang van het seizoen 2015/2016 niet langer deel uitmaakt van de Masterclass.